# Prix Booker russe

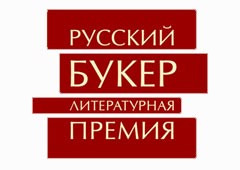
Logo du Prix Booker russe

Le prix Booker russe, décerné depuis 1992, est l'un des prix littéraires les plus importants de Russie,. Il est remis annuellement au meilleur roman de langue russe, sans distinction de la nationalité de l'auteur. Il est organisé selon le modèle de son homologue britannique, le prix Booker, institué en 1969.
La dernière fois que le prix Booker russe a été remis en 2017. Au cours des deux années suivantes, il a été suspendu en raison d'un manque de financement, et bien que de nombreuses négociations aient eu lieu et que des propositions aient été reçues, à la fin ils n'ont pas donné de résultats.
Le 19 septembre 2019, le prix a officiellement cessé d'exister. Cependant, le Russian Booker Fund n'a pas été fermé, « laissant ainsi la possibilité de renouveler le prix ».

## Organisation
Le jury établit d'abord une liste de six romans finalistes dont les auteurs reçoivent deux mille dollars. Le finaliste reçoit vingt mille dollars.

## Lauréats
- 2017 : Alexandra Nikolaenko (ru), Tuer Bobrykin. L'histoire d'un meurtre [Убить Бобрыкина. История одного убийства]
- 2016 : Piotr Alechkovski, La Citadelle (Крепость), traduit en français chez Macha Publishing par Céline Bricaire et Valentina Chepiga en 2019
- 2015 : Alexandre Sneguiriov (ru), Vera (Вера)
- 2014 : Vladimir Charov, Retour en Égypte [Возвращение в Египет]
- 2013 : Andreï Volos, Retour à Pandjroud [Возвращение в Панджруд]
- 2012 : Andreï Dmitriev, Le Paysan et le Teenager [Крестьянин и тинейджер]
- 2011 : Alexandre Tchoudakov, La brume se couche sur les vieilles marches... [Ложится мгла на старые ступени...]
- 2010 : Elena Koliadina (ru), La Croix fleurie [Цветочный крест]
- 2009 : Elena Tchijova, Le Temps des femmes [Время женщин][4]
- 2008 : Mihail Elizarov, Le Bibliothécaire [Библиотекарь], traduit en français chez Calmann-Lévy par Françoise Mancip-Renaudie en 2010
- 2007 : Alexandre Ilitchevski, Matisse [Матисс]
- 2006 : Olga Slavnikova, 2017
- 2005 : Denis Goutsko, Sans trace de chemin [Без пути-следа]
- 2004 : Vassili Axionov, Voltairiens et voltairiennes [Вольтерянцы и вольтеряньки], traduit en français chez Actes Sud sous le titre de À la Voltaire
- 2003 : Rubén Gallego, Blanc sur noir [Белое на чëрном]
- 2002 : Oleg Pavlov, Récits des derniers jours (Карагандинские девятины)[5]
- 2001 : Lioudmila Oulitskaïa, Le Cas du docteur Koukotski [Казус Кукоцкого], traduit en français chez Gallimard par Sophie Benech en 2003
- 2000 : Mikhaïl Chichkine, La Prise d'Izmaïl [Взятие Измаила], traduit en français chez Fayard
- 1999 : Mikhaïl Boutov, Liberté [Свобода]
- 1998 : Alexandre Grigoryevich Morozov (ru) Les Lettres étrangères [Чужие письма]
- 1997 : Anatoli Azolski, La Cage [Клетка]
- 1996 : Andreï Sergueïev, L'Album de timbres [Альбом для марок]
- 1995 : Gueorgui Vladimov, Le Général et son armée [Генерал и его армия], traduit en français
- 1994 : Boulat Okoudjava, Le Théâtre supprimé [Упразднëнный театр][6]
- 1993 : Vladimir Makanine, La Table couverte d'un drap avec une carafe au milieu [Стол, покрытый сукном с графином посередине]
- 1992 : Mark Kharitonov, Ligne du destin, ou la mallette de Milachevitch [Линия судьбы, или сундучок МилашевичаLa], traduit en français

## Source
- (de) Cet article est partiellement ou en totalité issu de l’article de Wikipédia en allemand intitulé « Russischer Booker-Preis » (voir la liste des auteurs).